# Semiothisa ozararia
Semiothisa ozararia är en fjärilsart som beskrevs av Walker 1860. Semiothisa ozararia ingår i släktet Semiothisa och familjen mätare. Inga underarter finns listade i Catalogue of Life.